# アレクシオス・アンゲロス・フィランソロピノス
アレクシオス・アンゲロス・フィランソロピノス（ギリシャ語: Αλέξιος Άγγελος Φιλανθρωπηνός, ラテン文字転写: Alexios Angelos Philanthropinos, 生年不詳 - 1389年12月?）は、東ローマ・ギリシア系セサリア君主国（テッサリア君主国）支配者（在位：1381年 - 1389年12月?）、副帝（ケサル）。

## 家系
フィランソロピノス家は後期東ローマ帝国有数の名門で、ミハイル8世の血縁者として何人かの著名な人物を輩出している。しかし、一族の家系に関する記録はそれほど多くはなく、アレクシオスもその父祖は明確ではない。

## 生涯と事績
セサリアの有力者の一人であり、セルビア人君主・「皇帝」ヨヴァン・ウロシュ・パレオロゴスがメテオラ修道院群の一つメタモルフォシス修道院に引退するにあたって、アレクシオスにその支配権を移譲した。
アレクシオスがセサリアの支配権を掌握した翌1382年、東ローマ共治帝マヌイル2世が近隣のセサロニキを中心とするマケドニア沿岸一帯に自治的な政府を樹立し、伸長著しいオスマン朝との対決姿勢を打ち出した。アレクシオスはイピロス専制公トマ・プレリュボヴィチと共にマヌイル2世の同盟者としてその宗主権下に入り、ケサルの称号を授与された。アレクシオスはセサリアにおいては半独立的な君主であったが、一方でセサロニキ市内に居所と財産を有していたことが知られており、その点では東ローマ帝国の市民、皇帝の臣下でもあった。
マヌイル2世との同盟関係は実質的な効果をほとんどもたらさなかった。皇帝が孤立無援のままにセサロニキを去り、1387年に同市がオスマン朝に併合されると、アレクシオスは転じてオスマン朝への臣従を余儀なくされた。アレクシオスはオスマン軍がピンドス山脈を越え、イピロスのアルバニア人と戦うにあたって同道し、1389年10月にはプレリュボヴィチの後継者エザウ・ブオンデルモンティと共にアドリアノポリスのオスマン宮廷に伺候した。アレクシオスのその後の足跡については断片的な情報しかないが、アドリアノポリスからの帰国後間もなく死去したものと思われる。

## 家族
妻マリア・アンゲリナ・ラドスラヴァ（ギリシャ語: Μαρία Αγγελίνα Ραδοσθλάβα, ラテン文字転写: Maria Angelina Radoslava; セルビア語: Марија Радослава）はセルビア皇帝ステファン・ウロシュ4世ドゥシャンの姪（姉妹イェレナとセルビア貴族ラドスラヴ・フラペンの娘）で、イピロス専制公トマ・プレリュボヴィチの異母妹にあたる。マリアとの間には2子が生まれたが、名前が知られているのは1人。
- マヌイル・アンゲロス・フィランソロピノス - 副帝、アレクシオスの後継者。弟であるとする説もある。

（※本項目の表記は中世ギリシア語の発音に依拠した。古典式慣例表記については各リンク先の項目を参照。またイピロスの国号については「専制公国」、セサリアの国号については「君主国」とした）
| 先代 ヨヴァン・ウロシュ・パレオロゴス | セサリア（テッサリア君主国）君主 1381年 - 1389年 | 次代 マヌイル・アンゲロス・フィランソロピノス |